# هالبرشتادت (ناحیه)
هالبرشتادت (به آلمانی: Landkreis Halberstadt) یک ناحیه در آلمان است که در زاکسن-آنهالت واقع شده‌است. هالبرشتادت  ۷۷٬۸۷۶ نفر جمعیت دارد.